# Cestica
Cestica  è un comune della Croazia di 5 678 abitanti della regione di Varaždin.